# Rofelia rothiana
Rofelia rothiana är en tvåvingeart som beskrevs av Loïc Matile 1972. Rofelia rothiana ingår i släktet Rofelia och familjen platthornsmyggor.
Artens utbredningsområde är Madagaskar. Inga underarter finns listade i Catalogue of Life.